# رایج‌ترین نام‌ها در ایران
این مقاله بر اساس اسناد سازمان ثبت احوال کشور، به نام‌هایی که در ایران بیشترین رواج را داشته‌اند، می‌پردازد. این مقاله رایج‌ترین نام‌ها را در بر می‌گیرد و برخی از این نام‌ها می‌تواند در اصل خود فارسی و زبان‌های ایرانی نباشد. چنین نام‌هایی می‌توانند ریشهٔ عربی، ترکی، زبان لاتین یا دیگر زبان‌ها را داشته باشند.

## فراوانی ۵۰ نام اول دختران در سال ۱۳۹۳
| ردیف | نام         | فراوانی | ردیف          | نام           | فراوانی |
| ---- | ----------- | ------- | ------------- | ------------- | ------- |
| ۱    | فاطمه       | ۴۸۹۰۳   | ۲۷            | ستایش         | ۴۶۵۳    |
| ۲    | زهرا        | ۲۹۸۰۳   | ۲۸            | مائده         | ۴۶۴۶    |
| ۳    | نازنین زهرا | ۱۷۸۰۲   | ۲۹            | مبینا         | ۴۵۹۵    |
| ۴    | یسنا        | ۱۶۴۴۴   | ۳۰            | عسل           | ۴۵۳۶    |
| ۵    | زینب        | ۱۳۹۶۰   | ۳۱            | آیناز         | ۴۵۰۵    |
| ۶    | ریحانه      | ۱۰۹۰۴   | ۳۲            | هلیا          | ۴۴۷۱    |
| ۷    | فاطمه زهرا  | ۹۹۶۲    | ۳۳            | سوگند         | ۴۴۲۳    |
| ۸    | باران       | ۸۱۵۹    | ۳۴            | سارا          | ۴۴۱۲    |
| ۹    | رها         | ۸۱۳۴    | ۳۵            | محدثه         | ۴۳۵۵    |
| ۱۰   | ثنا         | ۷۸۳۰    | ۳۶            | الینا         | ۴۳۲۵    |
| ۱۱   | کوثر        | ۷۳۰۴    | ۳۷            | آتنا          | ۴۲۶۳    |
| ۱۲   | مریم        | ۷۲۲۶    | ۳۸            | فاطیما        | ۴۱۷۲    |
| ۱۳   | سارینا      | ۷۱۸۲    | ۳۹            | یاسمین        | ۴۱۲۸    |
| ۱۴   | اسرا        | ۷۱۰۰    | ۴۰            | حسنا          | ۳۸۳۹    |
| ۱۵   | رقیه        | ۶۴۴۷    | ۴۱            | اسما          | ۳۷۷۹    |
| ۱۶   | هستی        | ۶۴۴۰    | ۴۲            | مهدیس         | ۳۶۲۹    |
| ۱۷   | محیا        | ۶۰۱۱    | ۴۳            | هانیه         | ۳۵۰۸    |
| ۱۸   | آیلین       | ۵۹۵۷    | ۴۴            | حنانه         | ۳۴۸۳    |
| ۱۹   | مهسا        | ۵۸۰۵    | ۴۵            | پرنیا         | ۳۳۳۱    |
| ۲۰   | نرگس        | ۵۶۶۷    | ۴۶            | آیدا          | ۳۳۱۰    |
| ۲۱   | معصومه      | ۵۴۰۰    | ۴۷            | کیانا         | ۳۲۹۲    |
| ۲۲   | حلما        | ۵۳۱۰    | ۴۸            | ملیکا         | ۳۲۲۰    |
| ۲۳   | آوا         | ۵۲۱۹    | ۴۹            | نازنین        | ۳۱۷۴    |
| ۲۴   | النا        | ۵۱۸۶    | ۵۰            | الناز         | ۳۰۹۹    |
| ۲۵   | نیایش       | ۴۷۷۸    | مجموع فراوانی | مجموع فراوانی | ۳۶۲٬۷۸۶ |
| ۲۶   | بهار        | ۴۷۰۵    | مجموع فراوانی | مجموع فراوانی | ۳۶۲٬۷۸۶ |

## فراوانی ۵۰ نام اول پسران در سال ۱۳۹۳
| ردیف | نام      | فراوانی | ردیف          | نام           | فراوانی |
| ---- | -------- | ------- | ------------- | ------------- | ------- |
| ۱    | امیرعلی  | ۳۵۶۶۷   | ۲۷            | ایلیا         | ۵۸۱۸    |
| ۲    | محمدطاها | ۲۵۱۶۲   | ۲۸            | محمدپارسا     | ۴۹۸۸    |
| ۳    | محمد     | ۵۴۷۸۰   | ۲۹            | پرهام         | ۴۹۴۲    |
| ۴    | ابوالفضل | ۲۳۷۲۸   | ۳۰            | سبحان         | ۴۶۹۷    |
| ۵    | امیرحسین | ۲۳۶۲۶   | ۳۱            | آرتین         | ۴۵۱۵    |
| ۶    | علی      | ۲۰۸۵۹   | ۳۲            | آرمین         | ۴۴۱۸    |
| ۷    | حسین     | ۱۷۲۶۲   | ۳۳            | عرفان         | ۴۳۵۴    |
| ۸    | امیرمحمد | ۱۵۸۷۱   | ۳۴            | آریا          | ۴۳۱۰    |
| ۹    | امیرعباس | ۱۴۵۸۳   | ۳۵            | محمدیاسین     | ۴۳۰۸    |
| ۱۰   | محمدمهدی | ۱۲۱۶۰   | ۳۶            | متین          | ۴۱۷۸    |
| ۱۱   | محمدرضا  | ۱۱۶۲۶   | ۳۷            | دانیال        | ۳۷۱۴    |
| ۱۲   | مهدی     | ۱۱۶۱۰   | ۳۸            | سامیار        | ۳۶۸۵    |
| ۱۳   | محمدحسین | ۱۰۹۲۸   | ۳۹            | احسان         | ۳۶۶۴    |
| ۱۴   | امیررضا  | ۱۰۶۹۹   | ۴۰            | آرین          | ۳۶۴۰    |
| ۱۵   | علیرضا   | ۱۰۱۷۱   | ۴۱            | سینا          | ۳۶۰۷    |
| ۱۶   | محمدامین | ۱۰۱۴۱   | ۴۲            | آراد          | ۳۴۴۸    |
| ۱۷   | علی‌اصغر  | ۱۰۰۱۴   | ۴۳            | سجاد          | ۳۴۲۶    |
| ۱۸   | طاها     | ۹۹۴۲    | ۴۴            | حسام          | ۳۲۰۶    |
| ۱۹   | رضا      | ۸۸۹۰    | ۴۵            | یوسف          | ۳۲۰۰    |
| ۲۰   | ماهان    | ۸۱۴۲    | ۴۶            | آرش           | ۳۱۵۵    |
| ۲۱   | محمدجواد | ۷۷۶۱    | ۴۷            | مبین          | ۳۱۴۸    |
| ۲۲   | یاسین    | ۷۳۸۲    | ۴۸            | علی‌اکبر       | ۳۰۷۷    |
| ۲۳   | کامیاب   | ۷۲۴۷    | ۴۹            | عباس          | ۳۰۵۷    |
| ۲۴   | پارسا    | ۷۰۷۸    | ۵۰            | محمدعلی       | ۳۰۴۴    |
| ۲۵   | کیان     | ۶۹۵۸    | مجموع فراوانی | مجموع فراوانی | ۴۵۰٬۸۲۰ |
| ۲۶   | بنیامین  | ۵۸۸۵    | مجموع فراوانی | مجموع فراوانی | ۴۵۰٬۸۲۰ |